# Szipiszupi Nyuszi Liga
A Szipiszupi Nyuszi Liga (eredeti címen: Super Duper Bunny League) 2025-től futó finn-amerikai 2D-s számítógépes animációs kaland vígjátéksorozat, amelyet Robert Scull és Jonny Belt alkotott.
A sorozat 2025. február 22-én debütált a Nick Jr. hivatalos YouTube csatornáján. A televíziós premierje az Amerikai Egyesült Államokban 2025. április 19-én történt meg a Nickelodeonon, míg Magyarországon 2025. június 30-án a Nicktoons mutatja be. Majd a Nickelodeon is 2025. július 28-án.

## Cselekmény
A sorozat egy csapat nyúlszerű, antropomorf szuperhős történetét követi nyomon – a kíváncsi Stampyt, a vidám Dereket, az okos Annabelle-t, a csendes Midit, a figyelmes Bexet és a nárcisztikus Steve-et –, akik készen állnak arra, hogy minden lehetséges módon megküzdjenek a veszéllyel, miközben megvédik városukat nemezisüktől (és véletlen megalkotójuktól), Dr. Lükekéztől és egy sereg vicces gonosztevőtől.

## Szereplők

### Főszereplők
| Szereplő      | Eredeti hang      | Magyar hang       | Leírás |
| ------------- | ----------------- | ----------------- | --- |
| Stumpy        | Miles J. Harvey   | Rada Bálint       | Nyúl, aki rugalmas testtel rendelkezik. Könnyen megtéveszthető, és gyakran határozatlan helyzetekben.                                                                                              |
| Steve         | H. Michael Croner | Renácz Zoltán     | Önmagát jóképűnek tartó nyúl, aki emberfeletti erővel és repülési képességgel rendelkezik. Képes 600 mérföld/óránál is gyorsabban repülni.                                                         |
| Rebecca "Bex" | Michaela Dietz    | Sipos Eszter Anna | Nyúl, aki elektromos energiát irányító képességekkel rendelkezik, és a répa mobilt vezeti. Nem szereti, ha Rebeccának hívják.                                                                      |
| Derek         | Latrice Royale    | Varga Rókus       | Nagy termetű nyúl, aki rendelkezik a növekedés képességével. |
| Dr. Annabelle | Ramona Young      | Laudon Andrea     | Nyúl, aki korábban Dr. Fuzzleglove tulajdonában volt, és a Szipiszupi Nyuszi Liga alapítója. Kiemelkedő intelligenciával rendelkezik, ugyanakkor képtelen titkot tartani.                          |
| Middy         | Nincs hang        | Nincs hang        | Csendes nyúl, aki nindzsaöltözetet visel, és árnyékalapú képességekkel rendelkezik. Ő a csapat legkisebb tagja, nem szereti, ha aranyosnak nevezik, és ő a legfélelmet nem ismerő az összes közül. |

### Magyar változat
- Főcím: Kocsis Mariann
- Dalszöveg és zenei rendező: Weichinger Kálmán
- Hangmérnök: Levacsics Péter
- Szinkronrendező: Pupos Tímea

A szinkront az Iyuno Hungary készítette el.

## Évados áttekintés
| Évad | Évad | Epizódok | Eredeti sugárzás  | Eredeti sugárzás | Eredeti adó | Magyar sugárzás  | Magyar sugárzás | Magyar adó | Magyar sugárzás  | Magyar sugárzás | Magyar adó |
| Évad | Évad | Epizódok | Évadpremier       | Évadfinálé       | Eredeti adó | Évadpremier      | Évadfinálé      | Magyar adó | Évadpremier      | Évadfinálé      | Magyar adó |
| ---- | ---- | -------- | ----------------- | ---------------- | ----------- | ---------------- | --------------- | ---------- | ---------------- | --------------- | ---------- |
|      | 1    | 13       | 2025. április 19. | 2025.            |             | 2025. június 30. | TBA             |            | 2025. július 28. | TBA             |            |
|      | 2    | 13       | TBA               | TBA              | TBA         | TBA              | TBA             | TBA        |                  |                 |            |

## Évadok

### 1. évad (2025)
| #                   | Eredeti cím          | Magyar cím                                  | Író                                                         | Eredeti premier   | Magyar premier   | Magyar premier       | Gyártási kód |                    |                            |                                                             |                  |                  |     |
| ------------------- | -------------------- | ------------------------------------------- | ----------------------------------------------------------- | ----------------- | ---------------- | -------------------- | ------------ | ------------------ | -------------------------- | ----------------------------------------------------------- | ---------------- | ---------------- | --- |
| #                   | Eredeti cím          | Magyar cím                                  | Író                                                         | Eredeti premier   | 1.               | Super Duper Bunnies! | Gyártási kód | Szipiszupi nyuszik | Jonny Belt és Robert Scull | 2025. február 22. (YouTube) 2025. április 19. (Nickelodeon) | 2025. június 30. | 2025. július 28. | 113 |
| Ye Olde Sourbreath! | A jó öreg fanyarszáj | Sara E.B. Osman, Jonny Belt és Robert Scull | 2025. február 22. (YouTube) 2025. április 26. (Nickelodeon) |                   | 1.               |                      |              |                    |                            |                                                             | 2025. június 30. | 2025. július 28. | 113 |
| 2.                  | Chocolate Bunnies!   | Csokinyuszik                                | Jonny Belt és Robert Scull, David Brant                     | 2025. április 19. | 2025. július 11. | 2025. augusztus 5.   | 106          |                    |                            |                                                             |                  |                  |     |
| 2.                  | Clock-a-Doodle-Doo!  | Kukorékolóra                                | Tony Desimone, Jonny Belt és Robert Scull                   | 2025. április 26. | 2025. július 14. | 2025. augusztus 5.   | 106          |                    |                            |                                                             |                  |                  |     |
| 3.                  | Lizard Lips!         | Gyíkszáj                                    | Jonny Belt és Robert Scull                                  | 2025. május 3.    | 2025. július 1.  | 2025. július 29.     | 101          |                    |                            |                                                             |                  |                  |     |
| 3.                  | Space Pirates!       | Űrkalózok                                   | Jonny Belt és Robert Scull                                  | 2025. május 3.    | 2025. július 1.  | 2025. július 29.     | 101          |                    |                            |                                                             |                  |                  |     |
| 4.                  | Auntie Freeze!       | Fagy néni                                   | Sammie Crowley, Jonny Belt és Robert Scull                  | 2025. május 10.   | 2025. július 2.  | 2025. július 30.     | 102          |                    |                            |                                                             |                  |                  |     |
| 4.                  | Goin' Camping!       | Kempingezés                                 | Jonny Belt, Robert Scull, Rachel Lewis és Alex Fox          | 2025. május 10.   | 2025. július 2.  | 2025. július 30.     | 102          |                    |                            |                                                             |                  |                  |     |
| 5.                  | Awesome Guy!         | Szupersrác                                  | Katie Chilson, Jonny Belt és Robert Scull                   | 2025. május 17.   | 2025. július 3.  | 2025. július 31.     | 103          |                    |                            |                                                             |                  |                  |     |
| 5.                  | Cheese Zombies!      | Sajtzombik                                  | Jonny Belt és Robert Scull                                  | 2025. május 17.   | 2025. július 4.  | 2025. július 31.     | 103          |                    |                            |                                                             |                  |                  |     |
| 6.                  | Bad Hair Day!        | Hajbaj                                      | Gina Godfree, Jonny Belt és Robert Scull                    | 2025. május 24.   | 2025. július 7.  | 2025. augusztus 1.   | 104          |                    |                            |                                                             |                  |                  |     |
| 6.                  | Kanga Ruiner!        | Kengu-romboló                               | Jonny Belt, Robert Scull, Drew Champion és Jacob Moffat     | 2025. május 24.   | 2025. július 8.  | 2025. augusztus 1.   | 104          |                    |                            |                                                             |                  |                  |     |
| 7.                  | The Stank Monster!   | A bűzszörny                                 | Megan Gonzalez, Jonny Belt és Robert Scull                  | 2025. május 31.   | 2025. július 9.  | 2025. augusztus 4.   | 105          |                    |                            |                                                             |                  |                  |     |
| 7.                  | Space Tacos!         | Űrtaco                                      | Jonny Belt, Robert Scull és Eric Shaw                       | 2025. május 31.   | 2025. július 10. | 2025. augusztus 4.   | 105          |                    |                            |                                                             |                  |                  |     |
| 8.                  | Awesome Possum!      | Szuperoposszum                              | Patrick Rieger, Jonny Belt és Robert Scull                  | 2025. június 7.   | 2025. július 15. | 2025. augusztus 6.   | 107          |                    |                            |                                                             |                  |                  |     |
| 8.                  | Baby Yoyo!           | Yoyobaba                                    | Jonny Belt, Robert Scull és Andi Shu Hester                 | 2025. június 7.   | 2025. július 16. | 2025. augusztus 6.   | 107          |                    |                            |                                                             |                  |                  |     |
| 9.                  | Dust Bunnies         | Pornyuszik                                  | Kristin Jarrett, Jonny Belt és Robert Scull                 | 2025. június 14.  | 2025. július 17. | 2025. augusztus 7.   | 108          |                    |                            |                                                             |                  |                  |     |
| 9.                  | Mrs. Fuzzleglove!    | Lükekéz asszony                             | Jonny Belt, Robert Scull és Eric Shaw                       | 2025. június 14.  | 2025. július 18. | 2025. augusztus 7.   | 108          |                    |                            |                                                             |                  |                  |     |
| 10.                 | Pirates' Treasure    | TBA                                         | TBA                                                         | TBA               | TBA              | TBA                  | TBA          |                    |                            |                                                             |                  |                  |     |
| 10.                 | The Lava Monster!    | TBA                                         | TBA                                                         | TBA               | TBA              | TBA                  | TBA          |                    |                            |                                                             |                  |                  |     |

## A sorozat készítése
2022. június 16-án bejelentették, hogy berendelték a Szipiszupi Nyuszi Liga 26 részes első évadát. A sorozat a Nickelodeon Animation Studio által készül a kaliforniai Burbankban. A széria első 26 részét a COVID-19 alatt írták meg Finnországban a Gigglebug Entertainment-nél. A sorozatot eredetileg 2024-ben mutatták volna be Amerikában, viszont később elhalasztották a premiert 2025-re. 2025. február 20-án bejelentették, hogy elfelezik az első évadot, így létrejött a 13 részből álló második évad.